# Andrij Pywowarskyj

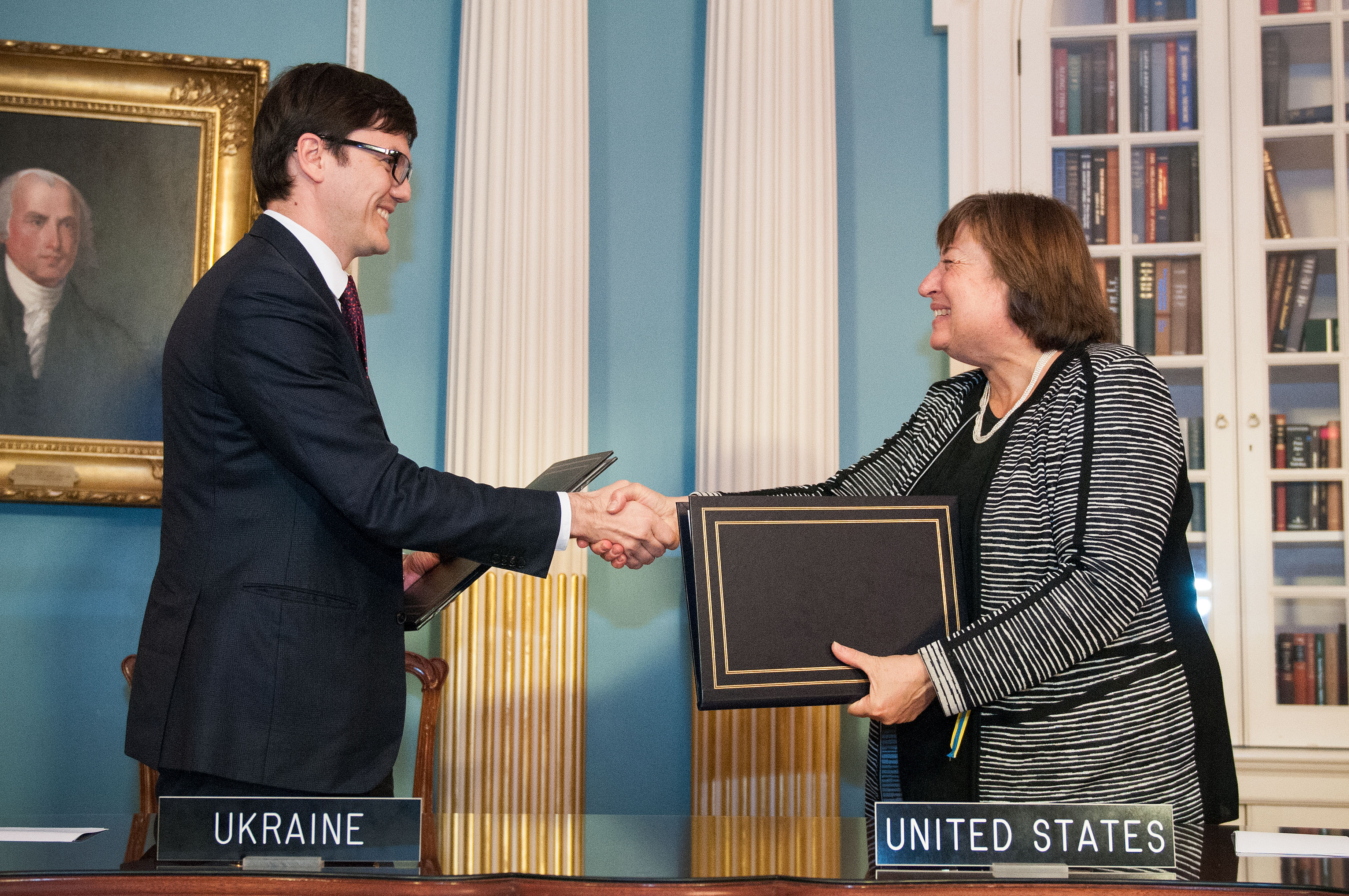
Andrij Pywowarskyj mit United States Under Secretary of State for Economic Growth, Energy, and the Environment Catherine A. Novelli 2015

Andrij Mykolaiowytsch Pywowarskyj (* 12. Juni 1978 in Kiew, Ukrainische SSR) ist ein ukrainischer Politiker. Pywowarskyj war von 2014 bis 2016 Minister für Infrastruktur der Ukraine.

## Leben
Andrij Pywowarskyj machte im Jahr 2000 einen Master-Abschluss in Geschichte an der historischen Fakultät der Taras-Schewtschenko-Universität in Kiew und studierte im Anschluss an der Tufts University, Vereinigte Staaten, wo er einen Master-Abschluss für Recht und Diplomatie erhielt.
Von 1998 bis 2001 war er als Finanzanalyst und Business Developer bei der Kiewer Investment Gruppe BLASIG (київській інвестиційній групі «BLASIG») in Kiew mit Projekten in einer Investitionshöhe von 10.000.000 US-$ beschäftigt.
Zwischen 2003 und 2006 arbeitete Pywowarskyj bei der International Finance Corporation IFC in Moskau als Anlageberater und ab 2006 leitete er die Investmentbanking-Sparte der Investmentgesellschaft Dragon Capital. 2013 wurde Pywowarskyj Generaldirektor des „Continuum“-Konzerns.
Am 2. Dezember 2014 wurde Pywowarskyj zum Infrastrukturminister der Ukraine im zweiten Kabinett Jazenjuk ernannt. Mit dem Ende des zweiten Kabinetts Jazenjuk am 14. April 2016 endete auch seine Amtszeit als Minister für Infrastruktur.